# Henry Crocheron
Henry Crocheron (ur. 26 grudnia 1772 w Staten Island, zm. 8 listopada 1819 tamże) – amerykański polityk, członek Partii Demokratyczno-Republikańskiej.

## Działalność polityczna
W okresie od 4 marca 1815 do 3 marca 1817 przez jedną kadencję był przedstawicielem miejsca A z 1. okręgu wyborczego w stanie Nowy Jork w Izbie Reprezentantów Stanów Zjednoczonych.
Jego bratem był Jacob Crocheron.